# Circle of Life
"Circle of Life"  (en català, el Cercle de la Vida) és la cançó del llargmetratge d'animació de Disney de 1994 El rei lleó . Composta pel músic anglès Elton John, amb lletra de Tim Rice, la cançó va ser interpretada per Carmen Twillie (la veu principal femenina profunda) i Lebo M (veu d'obertura en zulú) com a cançó d'obertura de la pel·lícula. En una entrevista, Rice va dir que estava sorprès de la velocitat amb què va compondre en John: "Li vaig donar la lletra al començament de la sessió cap a les dues de la tarda. A dos quarts de tres, havia acabat d'escriure i gravar un demostració impressionant". John va cantar una versió pop (amb lletra alternativa) de la cançó amb el London Community Gospel Choir, que es va incloure a la banda sonora de la pel·lícula i es va convertir en un vídeo musical.
"Circle of Life" va ser nominada al Premi de l'Acadèmia a la millor cançó original el 1994, juntament amb altres dues cançons de The Lion King : " Hakuna Matata " i " Can You Feel the Love Tonight ", aquesta última va guanyar el premi. "Circle of Life" també va ser nominat al premi Grammy a la cançó de l'any. La cançó va assolir el número 11 al Regne Unit i el número 18 als EUA i apareix amb freqüència a atraccions basades en El rei lleó, com ara parcs temàtics i desfilades de Disney. Michael Crawford el va cantar com a part d'un medley per a The Disney Album el 2001.
La cançó va aparèixer al remake animat per ordinador fotorealista de Disney del 2019 de El rei lleó i es va utilitzar al primer tràiler de la pel·lícula, un remake gairebé tret per pla de l'obertura de la pel·lícula d'animació original. Aquesta nova versió de la cançó va ser interpretada per Brown Lindiwe Mkhize, l'actriu que va actuar com a Rafiki a l'adaptació escènica de la pel·lícula a Londres del 2005 al 2018. Tanmateix, la nova versió també conserva la veu inicial zulu original de Lebo M de la pel·lícula de 1994.
Als Estats Units, els crítics musicals van lloar l'estructura de la cançó i el seu missatge.

## Obertura de la cançó
La cançó és coneguda per la seva línia d'obertura, cantada pel compositor sud-africà Lebo M en zulú. A causa de la dificultat de pronunciar les lletres per als parlants anglesos, sovint es pronuncien malament. La versió zulú de la lletra és:
Nants ingonyama bagithi baba 

Sithi uhm ingonyama

Nants ingonyama bagithi baba 

Sithi uhm ingonyama

Ingonyama siyo nqoba

Ingonyama

Ingonyama nengw’ enamabala’
Que es tradueix al català com:
Aquí ve un lleó, pare

Oh, sí, és un lleó

Aquí ve un lleó, pare

Oh, sí, és un lleó

Un lleó que anem a conquerir

Un lleó

Un lleó i un lleopard vénen a aquest lloc obert

## Personal
- Elton John - piano, veu principal
- Davey Johnstone - guitarra
- Chuck Sabo - cordes, bateria
- Phil Spalding - baix
- Guy Babylon - teclats